# Lathwehren
Lathwehren è una frazione (Ortsteil) della città di Seelze, nel land della Bassa Sassonia, in Germania.

## Storia
Già comune autonomo nel circondario di Linden, passò a quello di Hannover nel 1932; fu soppresso e incorporato a Seelze il 1º marzo 1974.